# Норт-Стонінгтон (Коннектикут)
Норт-Стонінгтон (англ. North Stonington) — місто (англ. town) в США, в окрузі Нью-Лондон штату Коннектикут. В 1724 році було відокремлене від Стонінгтона. Згідно з переписом 2020 року населення становило 5149 осіб.